# يونغيجونغ
يونغيجونغ (بالهانغل: 영의정، ويعني: مستشار الدولة الأكبر) هو منصب أنشئ في سنة 1400 وأعطي لأعلى مسؤول في ويجونغبو. يحمل المنصب مسؤول واحد فقط يدعى «يونغسانغ» (영상) ولكنه يدعى أحياناً «سانغسانغ» (상상) و«سُغيو» (수규) و«وونبو» (원보). صلاحيات حامل لقب يونغيجونغ تجله مسؤولاً عن جميع الشؤون الحكومية ولكنها في الواقع تتأثر اعتماداً على الحاكم وسلطته سواء أكان ضعيفاً أو قوياً.